# 逝血龍痕
《逝血龍痕》是由Inti Creates開發、Marvelous發行的奇幻風格動作角色扮演遊戲，於2019年1月在任天堂Switch平台發售，之後又於2020年4月推出Windows版。Switch正體中文版於2019年3月7日在台灣、香港發售。

## 登場人物
皇女
声 - 石原夏織、茅野愛衣、近藤玲奈、日笠陽子

戰士
声 - 梅原裕一郎、諏訪部順一、中村悠一、八代拓

忍者
声 - 内山昂輝、杉田智和、高木渉、村瀬歩

魔女
声 - 井澤詩織、長縄まりあ、名塚佳織、花守ゆみり

阿彌加
歌声 - 戴安娜·加內特

巴席斯

## 外部連結
- 《逝血龍痕》官方網站 （页面存档备份，存于）